# Frank Thieme (Soziologe)
Frank Thieme (* 1947 in Hagenow) ist ein deutscher Soziologe.

## Werdegang
Nach einer Ausbildung als Industriekaufmann studierte er Sozialwissenschaften und wurde wissenschaftlicher Mitarbeiter an der Fakultät für Sozialwissenschaft an der Ruhr-Universität Bochum. In seiner Dissertation 1987 an der Universität in Bochum befasste er sich mit „Soziologie und Bevölkerungswissenschaft als politisch angewandte Wissenschaften im Dritten Reich“. Er veröffentlichte zur Verbände-, zur Freizeit- und Wissenschaftssoziologie sowie zur Soziologie- und zur Technikgeschichte und auch zur Elitenforschung.

## Veröffentlichung
- Soziologie und Bevölkerungswissenschaft als politisch angewandte Wissenschaften im Dritten Reich. Eine wissenschaftshistorische u. -soziologische Untersuchung zu ausgewählten inhaltlichen und institutionellen Entwicklungen im Wissenschaftsprozess. Bochum 1987 (Diss.).

- Rassentheorie zwischen Mythos und Tabu. Frankfurt am Main: Peter Lang 1988.

- Soziologie im Wandel. Frankfurt am Main: Peter Lang 1990.

- Bibliographie bevölkerungswissenschaftlicher Aufsätze und Kurzartikel im damaligen Deutschen Reich erschienener sozialwissenschaftlicher und erbbiologischer Fachzeitschriften zwischen 1900 und ca. 1945. Hrsg. vom Bundesinstitut für Bevölkerungsforschung. Wiesbaden: BiB 1990 (Materialien zur Bevölkerungswissenschaft 63).

- Die Sozialstruktur der DDR zwischen Wirklichkeit und Ideologie. Eine Analyse geheimgehaltener Dissertationen. Mit einem Vorwort von Dieter Voigt. Frankfurt am Main: Peter Lang 1996.

- Alter(n) in der alternden Gesellschaft. Eine soziologische Einführung in die Wissenschaft vom Alter(n). Wiesbaden: VS, Verlag für Sozialwissenschaften 2008.* Bestattungen zwischen Wunsch und Wirklichkeit. Düsseldorf: Fachverlag des deutschen Bestattungsgewerbes 2016.

- Sterben und Tod in Deutschland. Wiesbaden: Springer 2019.